# Joseph Paul von Cobres

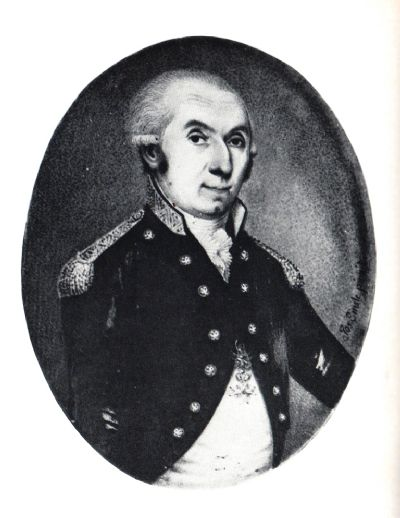
Joseph Paul von Cobres in der Uniform eines Malteserritters (Miniaturbildnis Öl auf Elfenbein von Joseph Einsle)

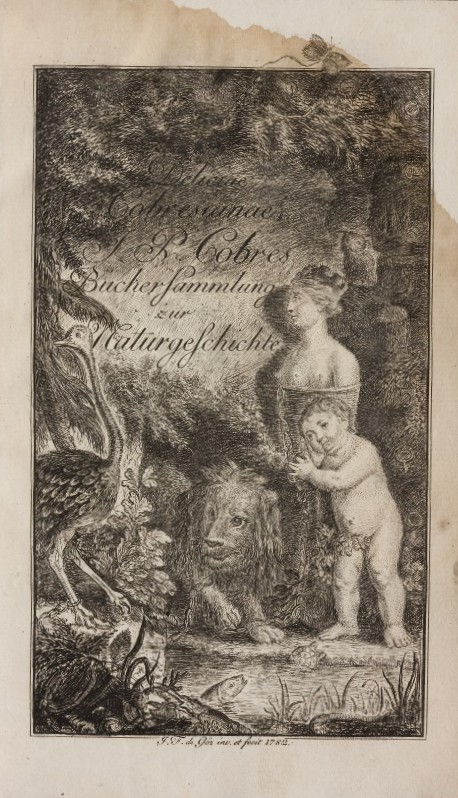
Titelblatt der Deliciae Cobresianae (Grafik von Joseph Franz von Göz)

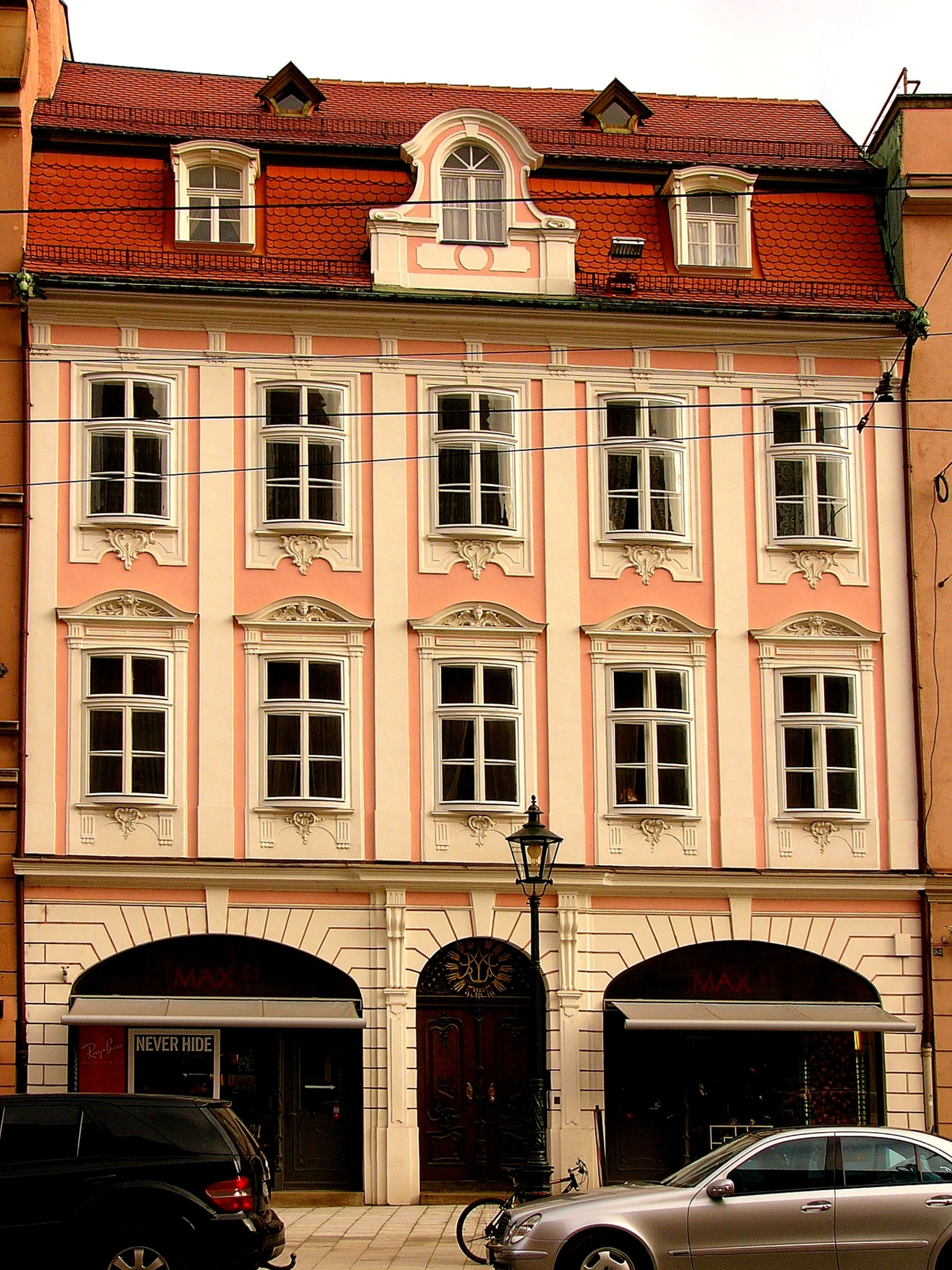
Wohnhaus des Joseph Paul von Cobres und Sitz des Bankhauses Cobres in Augsburg, Maximilianstraße 51

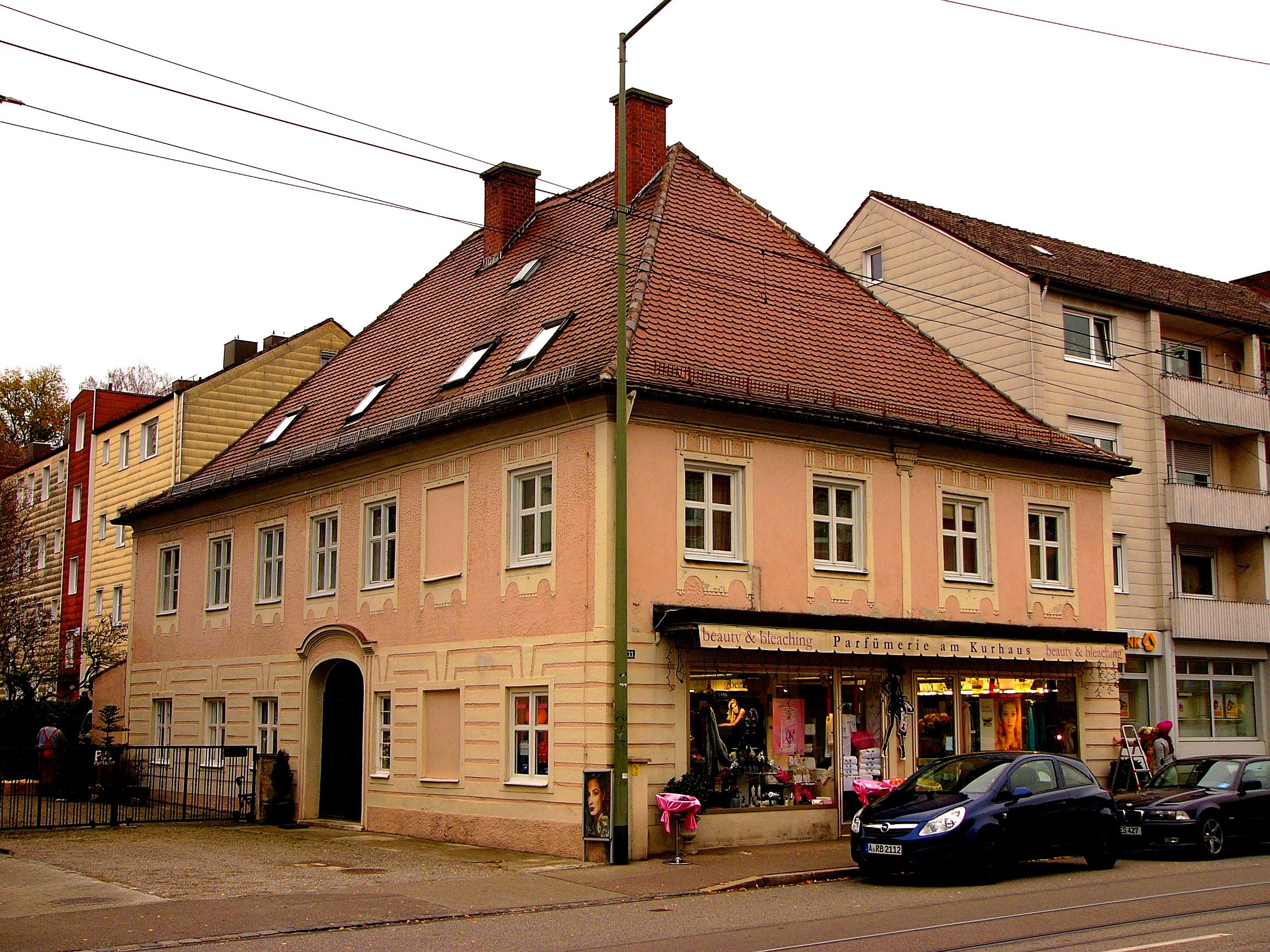
Landhaus des Joseph Paul von Cobres in Göggingen, Bürgermeister-Aurnhammer-Straße 33

Joseph Paul Edler von Cobres, geboren als Giuseppe Paolo Cobres (* zwischen 1737 und 1749 wahrscheinlich in der Republik Venedig; † 26. Dezember 1823 in Göggingen), war ein aus der Republik Venedig stammender deutscher Bankier, Privatgelehrter und Naturaliensammler in Augsburg.

## Leben

### Familiäre Verhältnisse
Am 25. April 1769 logierte ein Cobres, Kaufmannssohn von Venedig, dessen Vorname nicht genannt wurde, in München.  In diesem Jahr kam Giuseppe Paolo Cobres, der seine Vornamen später eindeutschte, nach Augsburg und ließ sich dort als Bankier nieder. Weder die Namen seiner Eltern noch deren sozialer Hintergrund sind überliefert. Jedoch scheinen sie ihrem Sohn eine gute Ausbildung mitgegeben zu haben. Schon am 26. November 1769 heiratete er in Augsburg Maria Anna, die Witwe des Kaufmanns Joseph Maria Tonella und Tochter des aus Klausen in Südtirol stammenden Augsburger Kaufmanns und Bankiers Johann Obwexer († 1766). Sie war eine Schwester der wohlhabenden Augsburger Bankiers Joseph Anton Obwexer und Peter Paul Obwexer. Aus dieser Ehe stammt mindestens ein Sohn.
Cobres bezog mit seiner Ehefrau das im Auftrag des ersten Ehemanns seiner Frau errichtete Haus „Zur Himmelsleiter“, einen Rokokobau in der Maximilianstraße 51, das heutige Roeck-Haus.

### Bankier und Unternehmer
Das Unternehmen des Joseph Paul Cobres entwickelte sich zu einem der bedeutendsten katholischen Bankhäuser Augsburgs neben J. Obwexer seel. Söhne, dem Unternehmen seiner beiden Schwäger, und Carli & Compagnie. Die Unternehmen, deren Gründer aus Venetien und Südtirol und Oberitalien stammten, arbeiteten häufig zusammen.
Die Kontinentalsperre gegen Großbritannien brachte für die im Überseehandel tätigen Bankhäuser hohe Verluste, die bei einigen zum Konkurs führten. Während andere Augsburger Banken schnell und erfolgreich auf Geldwechsel- und Darlehensgeschäfte umschwenkten konnten, gelang es dem eng mit den Obwexer, die im Handel mit Curaçao aktiv gewesen waren, kooperierenden Cobres nicht, den Konkurs abzuwenden. Im Jahr 1793 hatte Cobres in Göggingen ein Landhaus in der heutigen Bürgermeister-Aurnhammer-Straße 33 erworben, das er lange bewohnte. Das Anwesen musste er 1820 als Schuldpfand einsetzen und in der Folge an die Erben des Peter Zacharias Cobres, offenbar eines Verwandten, abtreten. Als Altersruhesitz verblieb ihm lediglich eine kleine, ebenfalls in Göggingen gelegene Sölde.

### Adliger und Würdenträger
Cobres wurde bereits am 24. April 1780 von Kaiser Joseph II. als Edler von Cobres in den Reichsritterstand erhoben. Dabei erließ der Kaiser die sonst seltene Bestimmung, dass Cobres’ Nachkommen, solange sie sich dem Handelsstand widmeten, sich der Standeserhebung nicht bedienen durften. Mit Diplom vom 27. September 1791 wurde Cobres als Ritter in den Malteserorden aufgenommen. Obwohl er nicht zum Patriziat gehörte, übte er in Augsburg zahlreiche Ehrenämter aus und war u. a. Hauptmann der Augsburger Stadtmiliz. Ferner wurde er am 10. September 1792 mit dem Beinamen Plinius VIII. Mitglied der Kaiserlich Leopoldinisch-Carolinische Akademie der Naturforscher und war Mitglied der Gesellschaft Naturforschender Freunde zu Berlin, Mitglied der Naturforschenden Gesellschaften zu Danzig und Halle, Mitglied der Mineralogischen Gesellschaft zu Jena, Mitglied der Wetterauer Gesellschaft für die gesamte Naturkunde, Korrespondierendes Mitglied der Vaterländischen Gesellschaft der Ärzte und Naturforscher Schwabens, Mitglied der Akademie der Künste zu Augsburg und Inhaber der Ehrenmedaille der vormaligen Stände Tirols. Im Jahr 1811 wurde er Korrespondierendes Mitglied der Bayerischen Akademie der Wissenschaften.

### Privatgelehrter und Sammler
Um 1770 begann der idealistische Freund und Förderer der Wissenschaften eine Sammlung von Büchern und naturkundlichen Exponaten zusammenzustellen. Den Grundstein bildeten die von Cobres erworbenen naturkundlichen Sammlungen der verstorbenen Augsburger Bürger Wolfgang Jakob Sulzer und Christoph Heinrich Wenig. Innerhalb von zehn Jahren baute er eine in Deutschland einzigartige Privatbibliothek auf. Einen großen Teil seines Vermögens verwendete Cobres für den Ankauf naturkundlicher Literatur und Sammlungsobjekten der verschiedensten naturwissenschaftlichen Bereiche. Die Bibliothek und das Naturalienkabinett wurden von vielen Gelehrten seiner Zeit besucht und zu Forschungszwecken genutzt. Der Autodidakt Cobres wurde für manchen auch ein geschätzter Korrespondenzpartner. Insbesondere die Augsburger Naturforscher Gottlieb Tobias Wilhelm, Jacob Hübner, Heinrich Gottlob Lang und Carl Wilhelm Juch profitierten von der Bibliothek der Sammlung und wurden von Cobres gefördert.
In den Jahren 1781/1782 veröffentlichte Cobres einen zweibändigen Katalog unter dem Titel „Deliciae Cobresianae“.
Infolge finanzieller Probleme bot Cobres 1807 seine Bibliothek und seine Sammlungen der Königlichen Bayerischen Akademie der Wissenschaften in München zum Kauf an. Der Ankauf scheiterte, da der bayerische Staat gemäß einer Mitteilung des Innenministers Maximilian von Montgelas an den Akademiepräsidenten Friedrich Heinrich Jacobi keine finanziellen Mittel für den Ankauf hatte. Als Cobres 1811 bereit war, auch Einzelstücke seiner Sammlungen zu verkaufen, veröffentlichte er unter dem Titel „Kurze Übersicht der naturhistorischen Bibliothek und des Naturalien-Kabinetts des Joseph Paul Edlen von Cobres“ ein Verzeichnis. Um wenigstens einen Teil der Sammlungen anzukaufen, stellte Kronprinz Ludwig eine Summe von 12.000 Gulden zur Verfügung. Cobres bemühte sich in den Folgejahren um einen Verkauf des Hauptteils der Bibliothek und der Sammlungen an die Stadt Augsburg. Obwohl er nur einen Bruchteil des eigentlichen Werts verlangte scheiterte der Verkauf 1820 an der Ablehnung durch die königliche Regierung. Cobres musste schließlich Einzelstücke verkaufen, um seinen Lebensunterhalt zu bestreiten, behilflich war ihm  der Antiquar Wilhelm Birett. Der Rest seines Lebenswerks wurde nach seinem Tod geteilt und an diverse Erwerber verkauft.

## Würdigungen
- Karl Ludwig Willdenow benannte 1805 eine Pflanzengattung der Schuppenseggen (Kobresia) nach Cobres.
- Jacob Hübner gab 1810 einer Schneckengattung den Namen Cobresia.
- Im Jahr 1973 benannte Augsburg die frühere Von-Stetten-Straße im Stadtteil Göggingen in Von-Cobres-Straße um.[3]

## Schriften
(ohne Anspruch auf Vollständigkeit)
- Deliciae Cobresianae. Büchersammlung zur Naturgeschichte. Im Selbstverlag des Verfassers, Augsburg [1781/1782].
  - Bd. 1, S. 1–470. Digitalisat
  - Bd. 2, S. 471–956. Digitalisat
- Kleines Magazin von ökonomischen Gegenständen und bewährten Hausmitteln zum nützlichen Gebrauche im gemeinen Leben. Johann Andreas Brinhaußer, Augsburg 1795.
- Kurze Übersicht der naturhistorischen Bibliothek und des Naturalien-Kabinetts des Joseph Paul Edlen von Cobres, des heil. röm. Reichs und des Maltheser Ordens, seiner Kaiserl. Königl. Österr. Majestät Rath, der Kaiserl. Leopoldinisch – Carolinischen Akademie der Naturforscher unter dem Namen Plinius VI, der naturforschenden Gesellschaften zu Danzig, Berlin und Halle, der mineralogischen zu Jena, der Wetterauer Gesellschaft für die gesammte Naturkunde, der vaterländischen Gesellschaft der Aerzte und Naturforscher Schwabens; wie auch der Akademie der Künste zu Augsburg – wirkliches – ordentliches – ausserordentliches oder Ehrenmitglieds, Besizers der Ehrenmadaille der vormaligen Stände Tyrols, welche mit Anfang des nächstkommenden 1811 Jahres aus freyer Hand vereinzelnt abgelassen werden. Im Selbstverlag des Verfassers, Augsburg 1810. Digitalisat